# Truy Xuyên
Truy Xuyên (tiếng Trung: 淄川区, Hán Việt: Truy Xuyên khu) là một quận của địa cấp thị Truy Bác, tỉnh Sơn Đông, Cộng hòa Nhân dân Trung Hoa. Quận này có diện tích 999,065 km2, dân số năm 2001 là 670.900 người. Quận Truy Xuyên được chia ra các đơn vị hành chính gồm 3 nhai đạo, 16 trấn và 3 hương.